# David Petrie (Politiker)
David Dick Petrie, meist Dave Petrie (* 10. Dezember 1946 in Edinburgh; † 31. August 2011) war ein schottischer Politiker und Mitglied der Conservative Party.
Petrie besuchte die Trinity Academy in Edinburgh und verließ die Heriot-Watt University mit einem Bachelorabschluss in Bauingenieurswesen. Anschließend erwarb er die Lehrbefugnis in Mathematik an der Moray House School of Education.
Erstmals trat Petrie bei den Parlamentswahlen 1999 zu nationalen Wahlen an. Er kandidierte im Wahlkreis Argyll and Bute, konnte aber nur 14,9 % der Stimmen auf sich vereinen und verpasste somit den Einzug in das neugeschaffene Schottische Parlament. 2001 trat er zu den Britischen Unterhauswahlen im Wahlkreis Argyll and Bute an und erhielt den drittgrößten Stimmenanteil. Bei den Parlamentswahlen 2003 verpasste er trotz leichten Stimmgewinnen abermals das Direktmandat von Argyll and Bute deutlich.
Am 21. März 2006 verstarb die Abgeordnete des Wahlkreises Moray, Margaret Ewing, weshalb am 27. April 2006 Nachwahlen in diesem Wahlkreis stattfanden. Um bei dieser Wahl kandidieren zu können, gab Petries Parteikollegin Mary Scanlon ihr Mandat der Wahlregion Highlands and Islands zurück. Da Petrie bei den Wahlen 2003 auf dem dritten Rang der Conservative Party in der Wahlregion stand, rutschte er nach Scanlons Rücktritt auf den zweiten Rang vor und nahm für den Rest der Legislaturperiode ihren Sitz im Schottischen Parlament ein. Da er im Wahlkreis Western Isles, für den er bei den Parlamentswahlen 2007 antrat, nur 5,5 % der Stimmen erhielt, schied Petrie 2007 aus dem Parlament aus.